# Xã Union, Quận Ross, Ohio
Xã Union (tiếng Anh: Union Township) là một xã thuộc quận Ross, tiểu bang Ohio, Hoa Kỳ. Năm 2010, dân số của xã này là 13.345 người.